# S-AWC
S-AWC（エス・エーダブルシー、Super All Wheel Control/スーパーオールホイールコントロール）は、4輪の駆動力や制動力をそれぞれ独立して電子制御し、最適な駆動状況が得られるようにした、三菱自動車工業の車両運動統合制御システム（もしくはその思想）である。
アクティブ・センター・ディファレンシャル（ACD）にアクティブ・ヨー・コントロール（AYC）などの前後ディファレンシャルの駆動配分制御を加えすべての車輪の駆動力配分を電子制御することを軸に、ブレーキ制御の横滑り防止装置やエンジン制御のトラクションコントロールと総合的に組み合わせて制御する。各車輪の回転状況をモニターしながら、スリップ（ロック）やハンドル切れ角などの運行状況に応じたすべての車輪の駆動と制動力の配分を行っている。併せて、「スノー」「ターマック」「ロック」など、3種類のドライブモードを運転者が任意に選択し、駆動・制動の配分傾向を制御することができる。
ただ、S-AWCといっても、2018年現在で3種類あり、それぞれ独立に設定された配分を行い、それぞれの車種に設定されたものは別である。
駆動を機械的に直接分配するディファレンシャル自体の制御を目指したところが大きな特徴であり、さらに、最近主流のオンデマンド式4WDでは駆動分配せずオープンデフあるいは駆動カットすることが多い減速（アクセルオフ、ブレーキング両方）時にも、駆動配分を維持して積極的に制御する。この2点によって、より様々な状況での車体安定化に寄与している。

## 成立
1980年代のパジェロやギャランなどに採用された4輪駆動システムを、三菱では「オールホイールコントロール（AWC）」という言葉で表現してきた。（『90年代国産車のすべて』三栄書房 43頁参照）それは、単なる4WDとせずに、ギャラン・シグマでは4WS による操舵やデフにLSDを採用したり、パジェロなどではビスカスカップリングなどの差動制限など、AWDをさらに補佐する装置を積極的に取り入れてきた。しかし、一つの自動車をコントロールする機能の名称ではなく、自社の開発思想を表現する宣伝文として使用していた。また、エンジン出力コントロールであるトラクションコントロールも機械的な初期型を採用したりしていたが、トータルでの挙動をコントロールするのではなく、各個おのおのがそれぞれの条件で動作するものであった。
1990年代からは、ランサーエボリューションやギャランやシグマなどの車種で、電子制御（アクティブ化）したリアデファレンシャル、アクティブヨーコントロール（AYC）を用いて、フルタイム4WD車両の旋回性能を改善しようとしてきた。さらに、電子制御化された横滑り防止装置やトラクションコントロールも様々な車種で採用されるようになってきた。しかし、それぞれの機能はいまだ独立動作ではあった。
2001年、それまでのAYCや横滑り防止装置、トラクションコントロールに加え、WRCのワークスカーで使用実績を上げていたアクティブ・センター・ディファレンシャル（ACD）をランサーエボリューション7に追加し、センターデフも含めトータルの電子制御でコントロールする機構を追加する旨が発表。その後、さらにASCやABSなどを含めたよりトータルな制御機構および動作状況メーターをランサーエボリューション10に搭載し、それまでのAWC思想を進化させたものとして「S-AWC」と呼称するようになった。逆に、AYCを持たずに機械的な前後ディファレンシャルなどをもち、ACDを持つギャランフォルティスラリーアートにおいてのトータル制御機構の名称は、Sを除く単なる「AWC」機構であるとした。
2012年に発表された三代目アウトランダー（日本国内では二代目）でもAYCを含むS-AWCシステムとして採用された。「スノー」の前後駆動配分は70:30、「ターマック」の前後駆動配分は90:10、「ロック」は前後駆動配分は55:45であった。アウトランダーPHEVに於いてはツインモーターによる前後駆動配分を軸としたS-AWCシステムとして採用された。
2018年に発表された三菱・エクリプスクロスではアクセル開度や車速、車両の走行条件などから、電子演算し、AYCデフではなく、AYCを擬似的にブレーキ制御で実現する機能を追加した「S-AWC」とした。ドライブモードセレクターも装備されており、ドライバーは状況に応じて「AUTO」「SNOW」「GRAVEL」の中から最適な制御を選択することが可能となっている。